# ムアンサムットソンクラーム郡
座標: 北緯13度24分48秒 東経100度0分12秒 / 北緯13.41333度 東経100.00333度
ムアンサムットソンクラーム郡（ムアンサムットソンクラームぐん）はタイ中部・サムットソンクラーム県の郡（アムプー）である。サムットソンクラーム県の県庁所在地（ムアン）でもある。

## 名称
旧称、スワンノーク、メークローン。サムットソンクラームとは「海の戦争」という意味である。

## 歴史
アユタヤ王朝時代、現在の中心地であるサムットソンクラームはスワンノーク (สวนนอก) とよばれておりラーチャブリー県の領域の一つだったが、トンブリー王朝時代にラーチャブリーから分離しメークローンの街が設置された。
郡としては1897年成立し、ロムトゥワンとよばれモントン・ラーチャブリーのコントロール下におかれた。1900年郡庁はバーンプロックと呼ばれる場所に移動し、郡は1917年バーンプロックと呼ばれることとなった。郡庁はその後タムボン・メークローンに移動し、名前をメークローン郡と名を変えた。その後、タイ政府の県庁所在地は県と同じ名前を持つべきと言う政策によって、1938年、ムアンサムットソンクラーム郡と名を変えた。 1964年には郡庁はタムボン・メークローンのエーカチャイ通りに面している。

## 地理

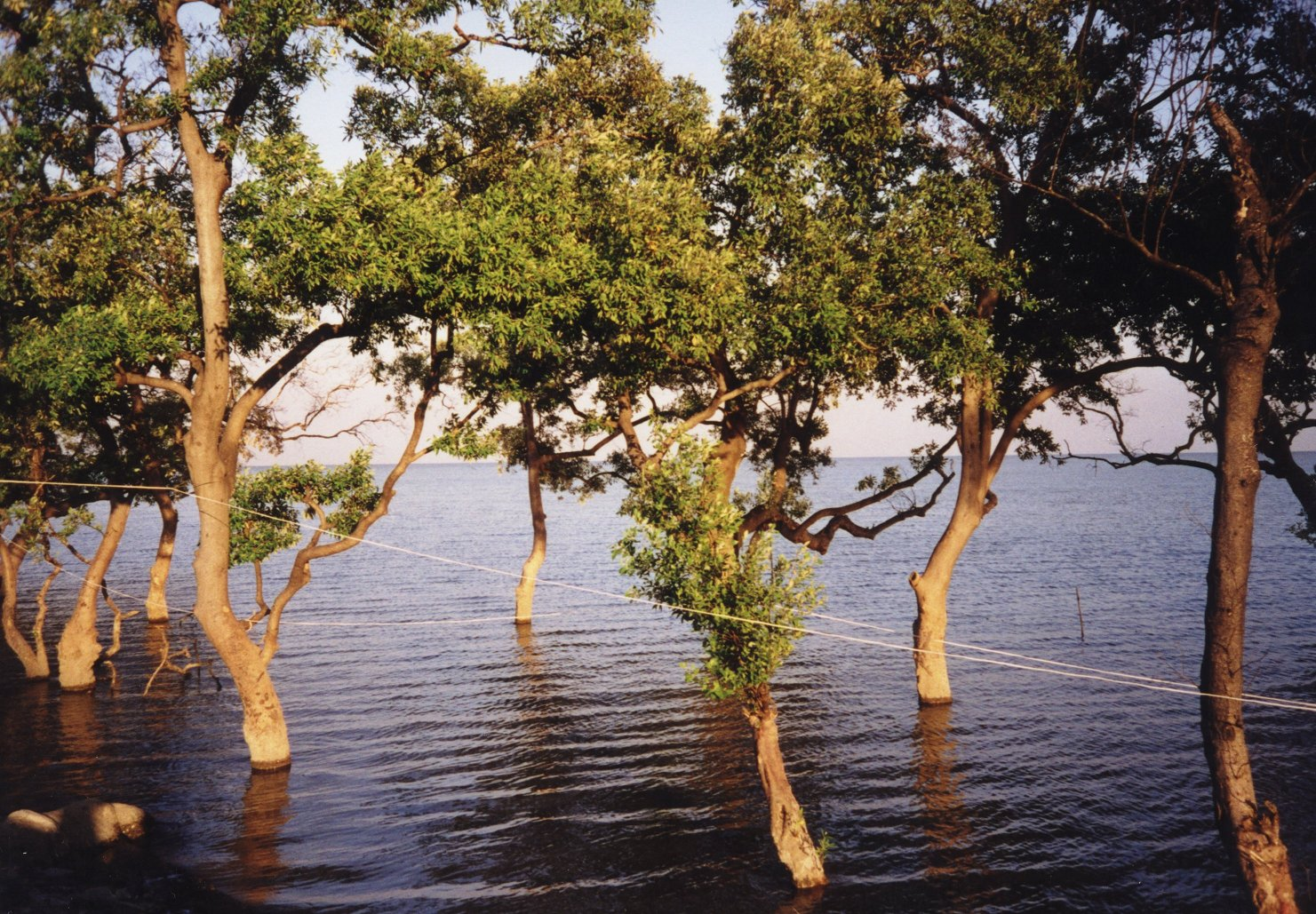
ドーン・ホーイロート

市はバンコク湾に面しており、メークローン川の河口に位置している。
海岸にはドーン・ホーイロートと呼ばれる、マテガイの仲間 (Solen regularis) が群生する砂洲がある。この砂洲は2001年からラムサール条約で保護されている。
国鉄メークローン線の終着駅のメークローン駅がある。同駅からメークローン線を西方に延長し、国鉄南本線と接続する計画があったが実現していない。道路は東西に国道35号線が東西に延びており東にサムットサーコーン方面、西に国道4号線方面に延びている。国道325号線が北に延びており、ダムヌーンサドゥワック方面に延びている。

## 経済
郡内の主な産業は農業と漁業である。農業では、ココヤシなどを生産している。

## 行政区分
市は11のタムボンに分かれ、さらにその下位に87の村（ムーバーン）がある。市内には一つのテーサバーンがあり以下のようになっている。
- テーサバーンムアン・サムットソンクラーム・・・タムボン・メークローン全体

また、市内には10のタムボン行政体（オンカーン・ボーリハーン・スワン・タムボン）が設置されている
| 1. タムボン・メークローン・・・ตำบลแม่กลอง 2. タムボン・バーンカンテーク・・・ตำบลบางขันแตก 3. タムボン・ラートヤイ・・・ตำบลลาดใหญ่ 4. タムボン・バーンプロック・・・ตำบลบ้านปรก 5. タムボン・バーンケーオ・・・ตำบลบางแก้ว 6. タムボン・ターイハート・・・ตำบลท้ายหาด 7. タムボン・レームヤイ・・・ตำบลแหลมใหญ่ 8. タムボン・クローンクーン・・・ตำบลคลองเขิน 9. タムボン・クローンコーン・・・ตำบลคลองโคน 10. タムボン・ナーンタキエン・・・ตำบลนางตะเคียน 11. タムボン・バーンチャクレーン・・・ตำบลบางจะเกร็ง | Map of Tambon |